# Castell dels Pico
El Castell dels Pico (en italià Castello dei Pico) és un castell al centre de la ciutat de Mirandola, a la província de Mòdena, Itàlia.
El castell és cèlebre a Europa com a llegendària fortalesa inexpugnable, va pertànyer a la Casa del Pico della Mirandola, que va governar la ciutat durant quatre segles (1311-1711) i que es va enriquir durant la Renaixença amb importants obres d'art.
El castell, que domina la llarga plaça Costituente i la avinguda de Circonvallazione (construït al lloc de les antigues muralles, enderrocades durant el segle xix), va ser restaurat el 2006 després de molts anys de deixadesa, però després va ser greument malmès en els terratrèmols del nord d'Itàlia de 2012, cosa que el va tornar a fer inutilitzable.